# 1541 Естонија
1541 Естонија (енгл. 1541 Estonia) је астероид главног астероидног појаса са пречником од приближно 20,20 .
Афел астероида је на удаљености од 2,954 астрономских јединица (АЈ) од Сунца, а перихел на 2,585 АЈ.
Ексцентрицитет орбите износи 0,066, инклинација (нагиб) орбите у односу на раван еклиптике 4,882 степени, а орбитални период износи 1684,200 дана (4,611 године).
Апсолутна магнитуда астероида је 11,20 а геометријски албедо 0,143.
Астероид је откривен 12. фебруара 1939. године.